# 传销 (中华人民共和国)
传销為中华人民共和国境內（不包括香港、澳門和台灣）禁制之商業模式，包含多層次傳銷和層壓式推銷。
「傳銷」於1990年於中國開始發展，後來官方以發牌制度監管傳銷公司，直至1998年4月全面禁制為止。
广义上的传销 （ 直销包括单层次直销与多层次直销等）是一种透过人传人的方式来达至销售的商业模式，与传统的依靠承租固定店铺的商业模式不同，也与依靠广告等公众方式、通过邮购等方式由商家对买家进行直销的商业模式不同，这种销售所依靠的是参与者的社会资源和社交联系，層層分享利潤，達到銷售的目的。
传销在世界各地都有所见，一般来说单层次直销与一部分多层次传销是合法的经济行为，但如果多层次传销行为在本质上构成了含有欺诈性的“金字塔式銷售”（或称“老鼠会”），则为非法。合法与非法传销的区分因此在各国稍有不同，笼统来说如果机构的收入来源主要是产品或服务的销售、对参与者的奖励主要基于对产品或服务的推销工作的话，则合法；相反地，如果机构的收入来源主要是来自新参与者所缴纳的钱款、对参与者的奖励主要基于吸纳新参与者的工作的话，以及使用洗脑、暴力和限制人身自由的方式，则非法。由于趋于非法的传销机构在运营中几乎都会使用各种方法掩盖其金字塔式销售的本质，因此界定某一机构是否属于非法在取证上经常会遇到困难。

## 定義
“层压式推销”（俗称“老鼠会”）是经典的欺诈性犯罪模式，属于“金字塔式銷售”，其参与者獲取銷售獎金的方式主要來自介紹其他人加入的「入會費」。新参与者可能被传销机构的宣传资料蒙骗，不清楚收入纯粹来自“入会费”的本质，也有可能了解此情况并希望通过向下一层的新参与者兜售此模式而取得收入。所有参与者的收入都完全靠吸收新的参与者维持，如果不能吸引到新的参与者整个结构就溃。因为这种机构在中国大陆以及大多数其他国家都明显属于非法，因此多以非法或地下的方式发展，其组织发展速度类似老鼠的快速繁殖，故俗稱“老鼠会”，境外最有名的案例为庞氏骗局。中国大陆时有所见的所谓“资本运作”或“纯资本运作”骗局即属于层压式推销，这种骗局不牵涉实际产品，参与者被告知通过吸收下层新参与者而获得超额收入，而实际上此收入的来源完全是新参与者所付的「入會費」。
“多层次直销”是商家对消费者进行直銷的模式規模擴大之後形成的一種行銷模式，即产品有顶层供货人售卖给中间参与者，再由此参与者以传销方式售卖给下一层的参与者，在如此转卖两次或多次之后才卖给消费者。多层次直销机构经常会将下一层的参与者配置给上一层的参与者，称为后者的“下线”。参与者獲取收益（“銷售獎金”）的方式有二：第一，可以經由銷售產品及服務給消費者而獲得零售獎金（可以视作零售获利的分成；其他部分则归机构或较上层的参与者所有）；第二，他們可以自直屬下線的銷售額或購買額中賺取“佣金”，也可自直屬下線之再下線組織的總銷售額中賺取“佣金”。这种奖励模式很容易蜕变成本质为层压式推销的模式。例如，某些多层次直销机构所销售的产品实际价值颇低，但对新参与者供货的“批发价”相当高，因此参与者必须靠将此产品再以更高的价钱销售给下层参与者方可获得收入，而其中任何一层的参与者实际上都几乎不可能将此产品以这样的高价销售给消费者，参与者的收入实际大多来自下层参与者所付的钱款，该机构内参与者的盈利几乎完全靠不断“发展”新参与者维持，其本质与层压式推销无异。不同于一些其他国家，现行的中華人民共和國法律并不界定合法与非法的多层次直销，所有类型的多层次直销都属于非法。

## 定罪標準
在中华人民共和国，“传销”一词的官方定义限于非法的传销活动，是一种经济犯罪罪名。这一类非法传销包括多层次直销和层压式推销。与一些其他国家不同，在中华人民共和国所有的多层次直销行为都属于非法的传销。根據2016年央視法治節目的宣導，明確定義非常簡單「只要是組織一人群構成一金字塔型層級結構，其中有任何一人以上的收入計算基礎在於發展下線及下線衍生之下線的人數多寡」即是非法傳銷，會被檢察官提起公訴罪抓捕，有實體產品(服務)享用，名稱為服務費、會員費等等巧門皆不予接受作為無罪辯護，定罪機率極高。且除創始人外較高層級拉人較多的會員，會被定為「積極參與份子」一併被視同創始人共犯起訴。

### 收入来源
根據判例多层次直销机构的参与者从机构获得的收入包括如下型態，幾乎確定會被法院定罪：
- “推薦獎金”：奖励参与者吸纳新参与者（“推薦會員”）加入的工作
- “組織獎金”：奖励参与者跟进新发展的会员，对其进行“组织”和“培训”，并產生更高業績的工作
- “零售獎金”：奖励参与者将商品銷售給消費者

在层压式推销和多层次直销机构中，除了“零售獎金”可能属于参与者进行零售工作获利的分成外，其他类别的收入一般都来自于新参与者交纳的“会费”或变相“会费”（例如由机构供货给新参与者时获得的利润）。在层压式推销中，由于没有零售的产品或服务，因此不会有零售工作的分成，在多层次直销中，“零售獎金”可能很少或由于产品定价问题几乎不可能获得，在这种情况下多层次直销就和层压式推销无异。

#### 法定直銷與傳銷分界線
中華人民共和國《直销管理条例》發布後對於直銷與傳銷分界線做出法定明文闡述。
- 合法性方面，直销合法，传销违法
- 传销常有關押人員、扣押物品與暴力色彩等諸多光怪陸離現象，直銷無。
- 直销招募受法規限制，不得招募在校生、教师、医务人员、公务员等身份和未满18周岁的人员为直销员，傳銷不遵守此法。
- 直销培训内容、培训形式、培训场所、授课人员遵守法定諸多規範和層層證照執照取得，傳銷不遵守此法。
- 直销以直销员直接向消费者销售商品之毛利为获得报酬的前提，传销往往不销售商品，或明顯使用假性商品為幌子。
- 直销需有完备退换货制度比照一般所有商店，传销多數无產品，更談不上售后。
- 直销计酬公开且只能是单层次计酬，报酬总额不得超过直销员本人直接向消费者销售产品售價的30%，传销报酬计算可能不公开且容許多層次抽佣。

## 發展過程

### 开始阶段
1990年11月14日，雅芳为中国第一家正式以传销申请注册的公司，正式名称为“中美合资广州雅芳有限公司”，注册地为广州；此后，各种名目传销公司遍地开花。到1990年代中期，以销售化妆品为主的雅芳为渐成成功企业，沿海城市和省会城市，随处可以接触到“雅芳小姐”。
1992年开始，国外传销公司打着独资、合资旗号进入中国，国内一些企业也纷纷转入传销；
到1993年，几乎所有省会城市、沿海大中城市都有传销活动。1993年，随着未经注册或注册未被通过的非法传销引起的纠纷通过传媒从正反两方面不断曝光，官方开始重视该行业。
1994年，上海、深圳、广州等地行政管理部门开始组织人员，草拟有关管理办法。
1994年8月11日国家工商管理局发出233号《关于制止多层次传销活动违法行为的通告》，9月2日再次发出240号《关于查处多层次传销活动中违法行为的通知》，至此传销在中国进入第一个平静期。

### 混乱阶段
1995年后，传销开始演化，如一瓶定价只有十几元的护肤品经过传销人层层转手，最后交易价格竟然高达1000多元。大多数传销组织像“老鼠会”式的大肆炒作，以暴利为诱饵，用新拉来人的入会费补给老会员，整个体系像倒金字塔畸形发展。1995年～1998年，传销开始进入狂热期，之后随着国务院禁令的发布，进入平静阶段。
由于传销在中国并未合法化，更未出现各种规范，但官方并未禁止。除了少数几家著名公司以外，由于受暴利的诱惑和投机取巧，民间出现了名目繁多的传销单位，多以高回报、多层次提留为诱饵，以低价值的单一系列流行产品为幌子，通过高会费聚集钱财为目标。
自传销进入狂热以后，子女对父母、夫妻之间、亲属之间、同学之间、朋友之间、邻里之间均为主要的会员动员和发展对象，被争取的会员通过付出2000元以上至近万元的入会费（多为3500元左右）以后，所获为仅为价值数百元的产品，其中多为劣质产品。
到1995年～1996年，中国全境从事传销的人员多达数百万人，多为从农村进城寻找工作机会的年轻人、城市下岗和失业人员。
从1995年到1996年，传销主要策源地之一的湖南长沙县的星沙（长沙县治，长沙星沙开发区所在地）传销人员人数不到1年时间人数从数万人聚积到数十万人；当地居民大发横财，房价暴涨，一间十几平方米的住房价格由之初的一二百元猛涨至一二千元；地方商业消费骤然彪升，出现暂时的经济繁荣，地方保护主义抬头。
这期间由于绝大多数传销人员被亲戚、朋友或同学以介绍工作为手段欺骗的人员，只要进入此地和介绍者见面，人身自由就被完全控制，手机、身份证被扣；即刻要求新来者以各种谎言动员家庭急速汇款，金额一般在3000～5000元；
这时新来者想摆脱或者传销者中间退出完全不可能，由此导致的纠纷、斗殴、凶杀层出不穷，人员混杂，地方治安一片混乱。此时当老会员越来越多，而新入会的人越来越少，造血机制几近枯竭的时候，庞大的营销网络即面临崩盘危险，到了非整顿不可的地步。
1997年底至1998年初，中国境内尤其是开展异地炒作的公司集中地区，诸如在天津、武汉、长沙、北海等地，到处是卷款潜逃的传销公司和大批流动闹事的传销难民，社会治安显示出极不稳定因素。
1998年3月15日，中国中央电视台3·15晚会对传销活动进行了彻底曝光，这一曝光也促使传销于当年4月21日被政府明令禁止。

### 现状
随着中国官方于1998年对传销业的有效疏导，部分企业转型；未转型者，转入地下运作。媒体曝光的大案，自1998年底到1999年重庆、长沙的“天然丽莎国际集团绿色经典公司”、“百顺日合”、“兴田加盟连销”等纯粹的地下运作、异地炒作的公司；到2003年，境内先后出现过“华良消费联盟”、“得利卡友”、“申奇”、“直复营销”、“武汉新田”、“深圳文斌”等全局性的传销大案。其共同点是不再以传销的名字出现，而是时髦新鲜名称诸如加盟连锁、共销入股、供销回馈、动力营销、消费联盟、框架营销、返本销售、物流联盟。2003年，国家统计局主管的中国国情研究会亦卷入多起诈骗和传销案件，涉嫌为传销组织颁发“执照”。
随着互联网的普及，网上传销也在这个阶段有所蔓延，有名的为空中商务即SkyBiZ（即Sky2000）、神龙数码、Worldedo全球远程教育网站、EF2T.com等，典型特征是均采用双轨制，聲稱為普及网络教育、上网工程、电子商务。
目前，广西北海市是中国南派传销的根据地，当地有许多非法传销活动。2018年，国家市场监督管理总局将北海等列为传销重点整治城市，直至2019年5月，北海“全国整治聚集式传销重点城市”的称号被摘下；而北派传销的根据地则在鞍山、天津。

## 传销團夥手段
被媒体爆炒的重庆“欧丽曼事件”，极具代表性，数千名大学生转入传销网络。其主要欺骗手段为：
- 车站接人原则。被介绍的对象（被欺者）到传销区，由介绍人会同其组织者选派的精干人员，很多类似打手之类前去车站应接。见面时遵循“两大原则”展开工作，一是“车站接人原则”（火车站为主，火车为远距离交通主要手段），尽量做到热情和周到；二是“二八定律”，即要求拉来人的“业务员”80%谈感情，20%谈事业，绝不能讲有关传销之事。
- 以直销为掩盖。
- 营造“磨砺意志”的假象。动员和组织学习，先是读书、背书；大声读一些关于成功学、营销学方面的书；接着站5分钟的军姿；之后开心一刻，每个人要讲一个笑话；最后即兴演讲，锻炼口才。居住多以女睡床铺，男睡地板，男女分居或混居，一间10平方米居室可以住10个人或更多。
- 用“ABC法则”进行思想教育，即A带B来了之后，A不能做B的思想工作，C来做B的思想工作。大场合积极营造出一种感恩态势即实施“三捧”法则，捧公司、捧上线、捧公司老板的理念。
- 经过以上动员、洗脑和灌输程序，要求新来者缴纳会费给组织者
- 培训、灌输“成功学”。传销组织人或机构向新来者灌输“洗脑”培训。大场面的会场、组织保安严密，没有介绍人一般人不能进入会场。动员和灌输的方式类似于狂热的宗教仪式，包括高呼口号、呼喊主要组织者名字等。
- 以“三商法”、“五级三阶制”（有的叫六级四晋制或日式级差制及其类似的制度，代表制度有出局制、超越制、回归制等）为制度，上线款（入门费）根据组织不同，有2900元至69800元不等。

### 两派传销的区别
中国的传销活动分为两派，即为南派传销和北派传销，都属于异地传销，但这两派传销并非严格按地域划分的，主要是操作模式上有很大的区别。具体区别为：
- 北派传销：主要发源于东北一带，由杨玉勇在宣布禁止传销后，于辽宁鞍山发展到河北、天津、山东等地，后来逐渐裂变，此后扩散到全国各地。北派传销打着“直销”、“网络营销”、“人际网络”等旗号，上当受骗的人年龄较小，层次比较低，以20岁左右的年轻人居多，尤其是从贫困地区走出的学生，受骗者的主要特征为没有资金，有迫切找工作的需求毕业或者未毕业的大学生，每年6、7月是他们吸纳人员的高峰期。其特征是异地邀约，吃大锅饭、睡地铺，一个家住10多个人，集中上课，以磨砺意志为假象，条件比较艰苦。有的组织还有限制通信、限制人身自由的情况。通常北派传销会以假冒一家公司，以卖化妆品或者保健品为名实施传销活动，但实际上产品只是一个道具，都是一些三无产品或者根本无产品，传销组织名称比较杂乱。
- 南派传销：发源地最初在广西来宾、玉林、南宁、北海一带，后来扩散到全国各地。南派传销打着“西部开发”、“北部湾开发”、“中部崛起”的旗号，以“国家项目”、“国家暗中支持”为幌子。其组织会印刷非法出版物、光盘等，编造国家领导人讲话，甚至红头文件为“行业正名”，使传销理论更为完善，同时裂变传销新种类。南派传销主要特征是以考察项目、包工程、旅游探亲为名把新人骗到外地，然后以串门拜访为由一对一洗脑。成员来去自由，吃住条件好，一般租住高档小区。南派传销组织最初为“连锁销售”挂靠一家虚拟的公司卖产品为名实施传销活动，之后向“纯资本运作”打着“虚拟经济”的旗号不讲公司和产品发展。

### 思想灌输方式
传销的思想灌输主要通过培训，一般被认为是“洗脑”，内容有：
- 结合社会实际和培训主讲者个人经历，分析影响成功的因素——环境、观念及人性（即膽量、依賴、懶惰、怠慢、面子等）。
- 主讲者、策划者结合中国经济转型时期（计划经济向市场经济过渡时期，1978年至1990年前后）个体户、股票暴发户等等相关典型成功案例，突出成就的特征，向听者灌输速成、暴富理论。
- 强调成功要从现在做起、从身边的小事做起，看准目标、不考虑事情，调动听众激情，之后转入呼喊口号等议程。

### 近年常見名詞
在中國大陸多省破獲的傳銷型態千奇百怪，但有不少常用話術和共通性名詞反覆出現，是傳銷圈裡互相模仿騙術的效應。
- 蜀桑源
- 1040陽光工程或任意數字加上陽光工程[11]
- 商務商會
- 网络黄金 EGD
- 雲商
- 入門費為6萬9800，購買21單位
- 老總平台
- 純資本運作
- 把媒體的宣導說成是宏觀調控，是政府怕太多人做
- 金融制度创新先行先试
- 挖礦機
- 盘古社区
- 带单老师

## 官方态度
在直销的定义尚不明确的情况下，宣扬的多层次直销，其销售模式与之后被称为“变相传销”的方式极为相似。客观上传销公司是不依靠广告实现销售，完全靠口碑来宣传。2004开始准备立法，中国境内多层次直销市场格局，倍受国人和业界非议。随着中国1998年对传销业整顿和有效疏导，部分企业实现成功转型，主要有安利、完美、雅芳、仙妮蕾德、天狮、玫琳凯、南方李锦记、特百惠等在转型后渐渐走向成功。
- 1994年，上海、深圳、广州等地行政管理部门开始组织人员，专门草拟有关管理办法。
- 1994年8月11日，国家工商管理局发出233号《关于制止多层次传销活动违法行为的通告》，
- 1994年9月2日，再次发出240号《关于查处多层次传销活动中违法行为的通知》。
- 1995年3月28日，国家内贸部办公厅（今商务部）发文，宣布正式成立“多层次传销管理条例”立法工作机构，正式起草国家关于多层次传销管理办法。
- 1995年9月22日，国务院办公厅发出《关于停止发展多层次传销企业的通知》，以对国内再次过热的传销进行规范限制。
- 1996年4月，中国首次批准了41家传销企业可以开展传销业务，其中广东8家。
- 1996年6月26日，上海市传销行业召开第一次会议，首次向全社会公布了行业守则。至此传销基本开始进入相对的健康成熟期。
- 1997年9月，国家工商总局在青岛市向500多家传销公司授牌。
- 1998年4月21日，国务院颁布了全面停止任何形式的传销活动的命令，对整个传销业的全面封杀，所有从事传销业务的公司全部停止营运，听候国家后续政策的处理。此后不久，国务院发出了要求原有传销企业全部转型为传统批发、零售销售方式，从而实现一个过渡性的转制工作。
- 1998年7月，国务院颁布通过了成功转型的10家规范直销企业的名录。
- 国务院于2005年8月23日《直销管理条例》和《禁止传销条例》；《禁止传销条例》自2005年11月1日施行，《直销管理条例》自2005年12月1日起施行。
- 2009年2月28日，第十一屆全国人大常委会第七次會議通過刑法修正案，在第224條後增加一條。